# Апостол (фільм)
Апостол - український короткометражний фільм режисера Олександра Столярова.

## Про фільм
До героя фільму - успішного фотографа та переконаного сім'янина, (молода дружина і двоє дітей), приїжджає його молодший брат, якого наш герой раніше ніколи не бачив. (Покійний батько був одружений другим шлюбом). І наш герой наважується на давно задуману втечу. Він замінює брата собою: сприяючи зближенню брата зі своєю дружиною, вводить його в своє життя і інсценує власну смерть, (тоне в морі), щоб, нарешті, піти. Куди? В нікуди!